# معسكر العدالة
معسكر العدالة أو ما كان يعرف (بالشعبة الخامسة).هي مديرية الاستخبارات العسكرية، في زمن الحكومة العراقية السابقة، والتي كان يرأسها الرئيس العراقي صدام حسين.
وهي تعد واحدة من مراكز الاعتقال والتعذيب لكل من كان يرفض أو يخالف السياسة السائدة.

## التاريخ
- بعد الغزو الأمريكي للعراق تم اتخاذ المكان كقاعدة عسكرية أمريكية. أما الآن فهو قاعدة عسكرية عراقية أمريكية مشتركة. وتسلمته القوات العراقية نهاية العام 2010.[1][2][3] ويتواجد فيه قوات للفرقة السادسة جيش عراقي، وقوات للفرقة الثانية شرطة اتحادية.

- وقد تم فيه إعدام الرئيس العراقي السابق صدام حسين عام 2006 , وبرزان إبراهيم التكريتي في عام 2007 وهو الرئيس السابق لجهاز المخابرات العراقي , وكثير من قيادات الدولة العراقية ومنهم لا الحصر نائب الرئيس العراقي طه ياسين رمضان .[4]
- شهر شباط 2011م، أعلنت منظمة مراقبة حقوق الإنسان (هيومن رايتس ووتش) في تقرير أصدرته يوم الأول من شباط الجاري، أنّ قوّات أمنيّة خاضعة للمكتب العسكري لرئيس الوزراء العراقي (نوري المالكي)، تتولّى إدارة مركز اعتقال سرّي يقع في مدينة بغداد، وأن هذه القوات متورطة في تعذيب معتقلين في موقع آخر بلا حسيب أو رقيب.
- وكشفت مقابلات ومستندات حكوميّة سريّة قالت المنظمة أنها حصلت عليها عن ان السلطات العراقيّة نقلت أكثر من 280 معتقلاً إلى موقعٍ سرّي يقع داخل معسكر العدالة (يقع موقع الاعتقال السرّي ضمن حرم مركز اعتقال قانوني تابع لوزارة العدل في معسكر العدالة المعروف باسم سجن العدالة 2 الذي يضمّ أكثر من 1000 معتقل آخر. ومعسكر العدالة هو الموقع السابق للشعبة الخامسة، أي مكتب الاستخبارات الشهير خلال حكم صدّام حسين، الذي تُعرف عنه ممارسته أعمال التعذيب والاختفاء ويخضع لإدارة كلّ من لواء بغداد وجهاز مكافحة الإرهاب الخاضعين لإدارة مكتب رئيس الوزراء. [5]
- أعلن المركز العراقي لتوثيق جرائم الحرب , في 11 ینایر عام 2015م , وفاة المعتقل الدكتور حاتم مھنا علي النعیمي في سجن العدالة في الكاظمیة , بسبب التعذيب والإھمال الصحي.[6]